# Alphonse Baudin
Pour les articles homonymes, voir Baudin.
Jean-Baptiste Alphonse Victor Baudin, dit Alphonse Baudin, né le 23 octobre 1811 à Nantua (Ain),, et mort le 3 décembre 1851 à Paris, est un médecin et homme politique français. Il est élu député à l'Assemblée de 1849, et est célèbre pour avoir été tué sur une barricade alors qu'il s'opposait au coup d'État du 2 décembre 1851 de Louis-Napoléon Bonaparte.

## Biographie

### Carrière
Alphonse Baudin étudie la médecine à Lyon, puis à Paris. Il sert comme médecin militaire en Algérie, où il rencontre Eugène Cavaignac. Il se spécialise dans les maladies de l'estomac, ce qui l'amène à être cité à comparaître au procès d'Hélène Jégado, qui s'ouvre trois jours après sa mort sur les barricades.

### Les événements de 1851

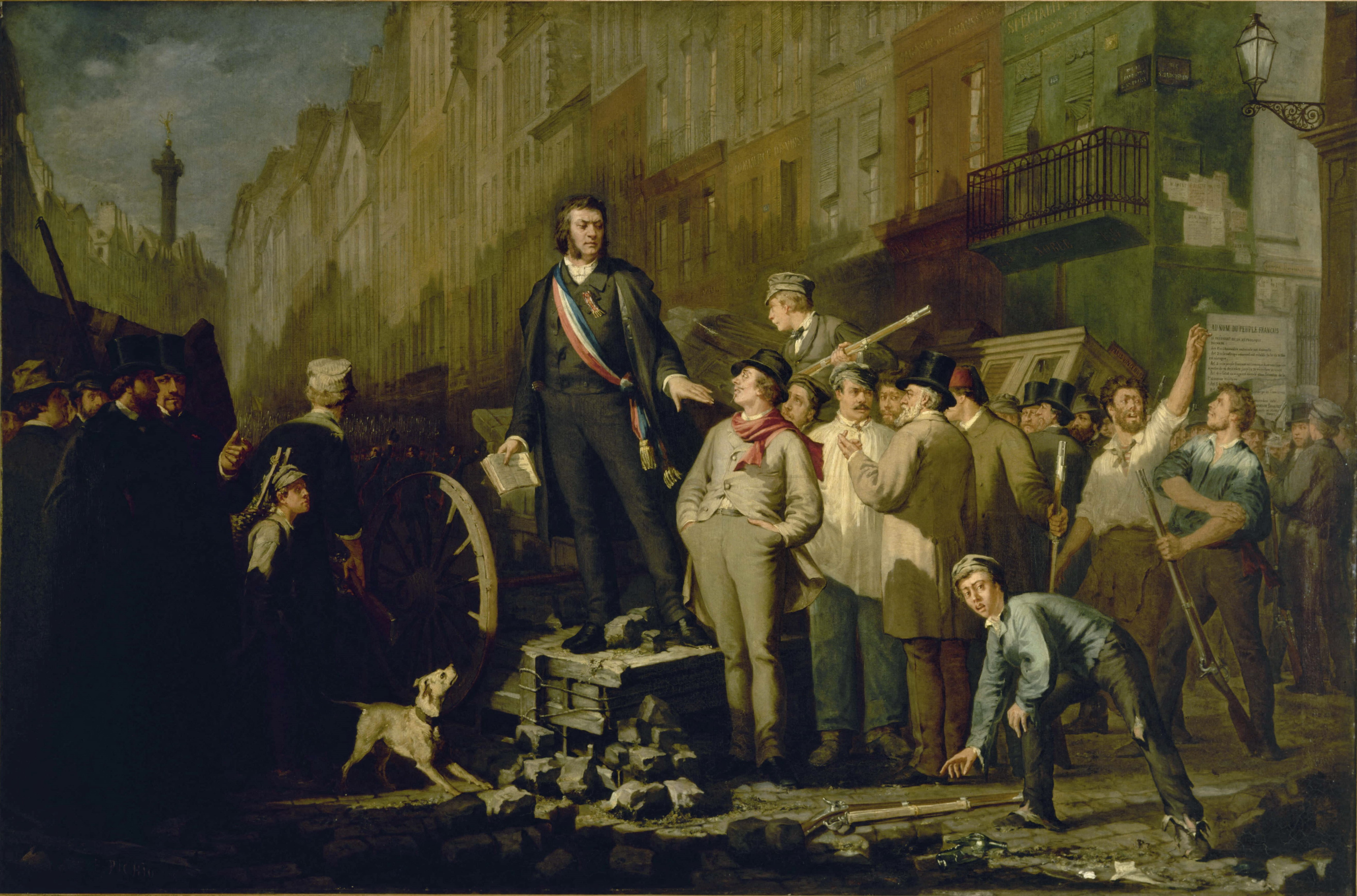
Ernest Pichio, Alphonse Baudin (1811-1851) sur la barricade du faubourg Saint-Antoine, le 3 décembre 1851, Paris, musée Carnavalet, 1869.

Baudin est initié à la franc-maçonnerie, le 15 juin 1842, à la loge du Temple des Amis de l'honneur français, qui fut suspendue en 1846.
Élu député de l'Ain le 13 mai 1849, il siège avec les représentants de la Montagne et fait partie du comité de résistance organisé par les républicains afin d’essayer de soulever les ouvriers du faubourg Saint-Antoine contre le coup d'État du 2 décembre 1851 du prince Louis-Napoléon Bonaparte (futur empereur Napoléon III).
Lors du mouvement insurrectionnel provoqué par ce coup d'État, une barricade avait été dressée le 3 décembre 1851 par les ouvriers de la rue Sainte-Marguerite, auxquels s’étaient joints plusieurs députés, parmi lesquels Pierre Malardier, député de la Nièvre, et Baudin, représentant de l’Ain à l’Assemblée législative de 1849.

Alors que Victor Schœlcher, accompagné de plusieurs députés, sans armes, s’en allait au-devant d’une compagnie du 19e de ligne qui venait de la place de la Bastille dans l’intention de parlementer avec les soldats, des ouvriers, se souvenant de la répression des journées de juin 1848 dans ce même quartier, se moquèrent de ces représentants du peuple en disant : 

« Croyez-vous que nous allons nous faire tuer pour vous conserver vos vingt-cinq francs par jour ! »

Les protestataires font référence à l'indemnité parlementaire établie en 1848 par le gouvernement provisoire,. Baudin, un drapeau à la main, monté sur la barricade les regarda fixement et leur dit : 

« Vous allez voir comment on meurt pour vingt-cinq francs ! »

C’est à ce moment-là qu’une balle, partie on ne sait pourquoi de la barricade, blessa un soldat du 19e de ligne. Ses camarades répliquèrent aussitôt furieusement, et Baudin tomba, mortellement blessé.

## Hommage, postérité
Une souscription publique fut alors lancée par le journal Le Réveil pour élever un monument à ce martyr de la liberté. Cette initiative valut à Charles Delescluze, propriétaire du journal, un procès au cours duquel s’illustra Léon Gambetta, alors jeune avocat, qui prononça une diatribe contre l’Empire. Baudin devint ainsi un symbole républicain face au despotisme.
Le monument parisien, comprenant un bronze en pieds d'Eugène-Jean Boverie, fut finalement érigé en 1900 derrière la place de la Bastille sur l’avenue Ledru-Rollin, près de l’endroit où il fut tué ; il est démonté en 1942, sous le régime de Vichy pour être fondu, dans le cadre de la mobilisation des métaux non ferreux. La mairie de Paris a refusé de le rétablir. En 1978, la ville a cependant donné le nom de rue Alphonse-Baudin à une voie nouvelle du 11e arrondissement. De même, la ville a fait poser une plaque et un panneau Histoire de Paris à proximité du lieu de cette barricade historique pour honorer la mémoire du député.
Plaque commémorative sise au no 151 de la rue du Faubourg-Saint-Antoine à Paris
| |  |  |
| À gauche, no 151 de la rue avec la plaque posée au niveau du 2e étage ; à droite, le détail de la plaque. |  |  |

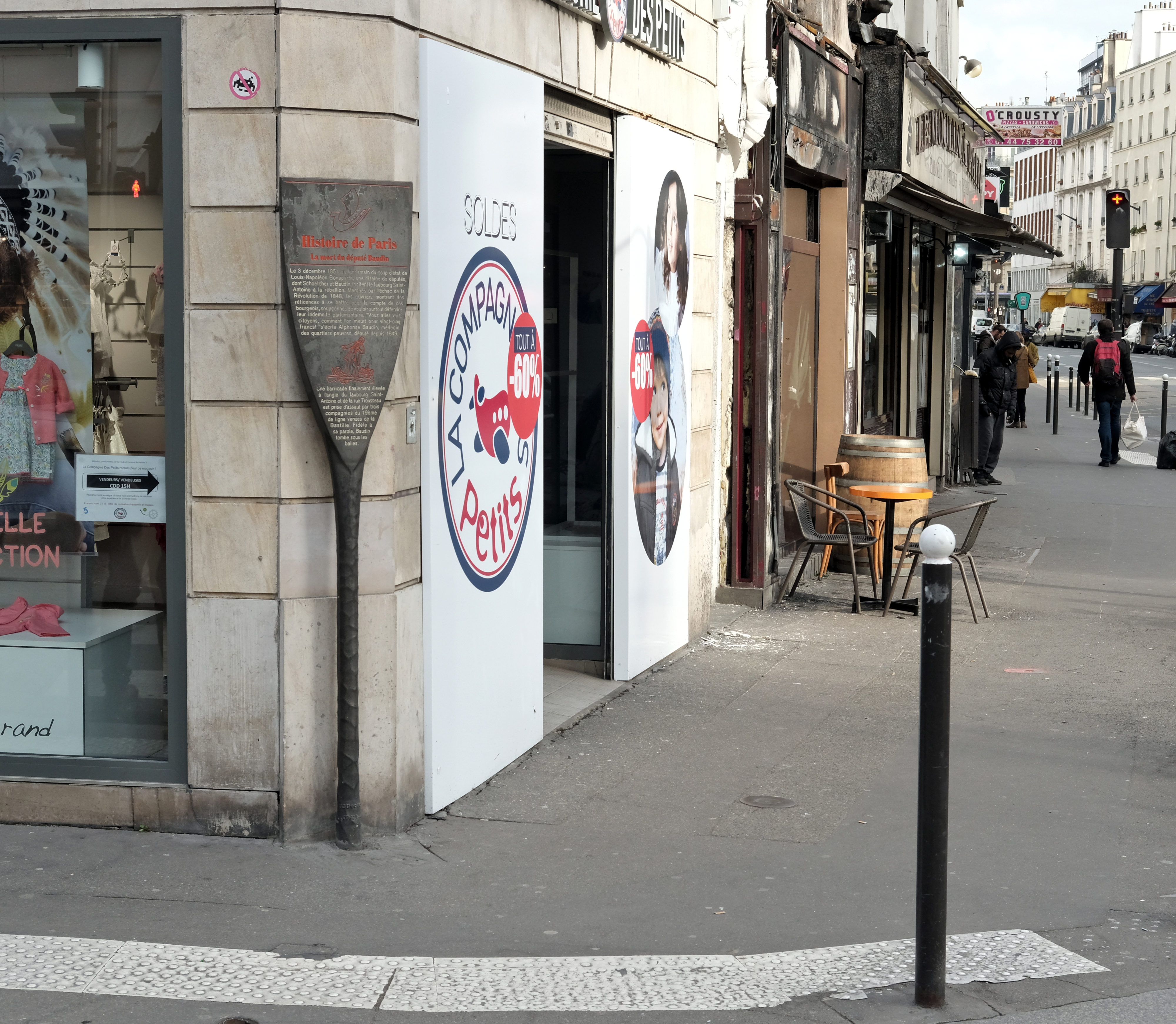
Panneau Histoire de Paris à l'angle des rues Trousseau et du Faubourg-Saint-Antoine.

En 1888, sa ville natale de Nantua inaugure un monument à sa mémoire, réalisé par le sculpteur Paul-Adolphe Lebègue (1833-1908). La statue en bronze est également fondue en 1942. En 1953, elle est remplacée par une nouvelle statue en pierre,.

## Sépulture

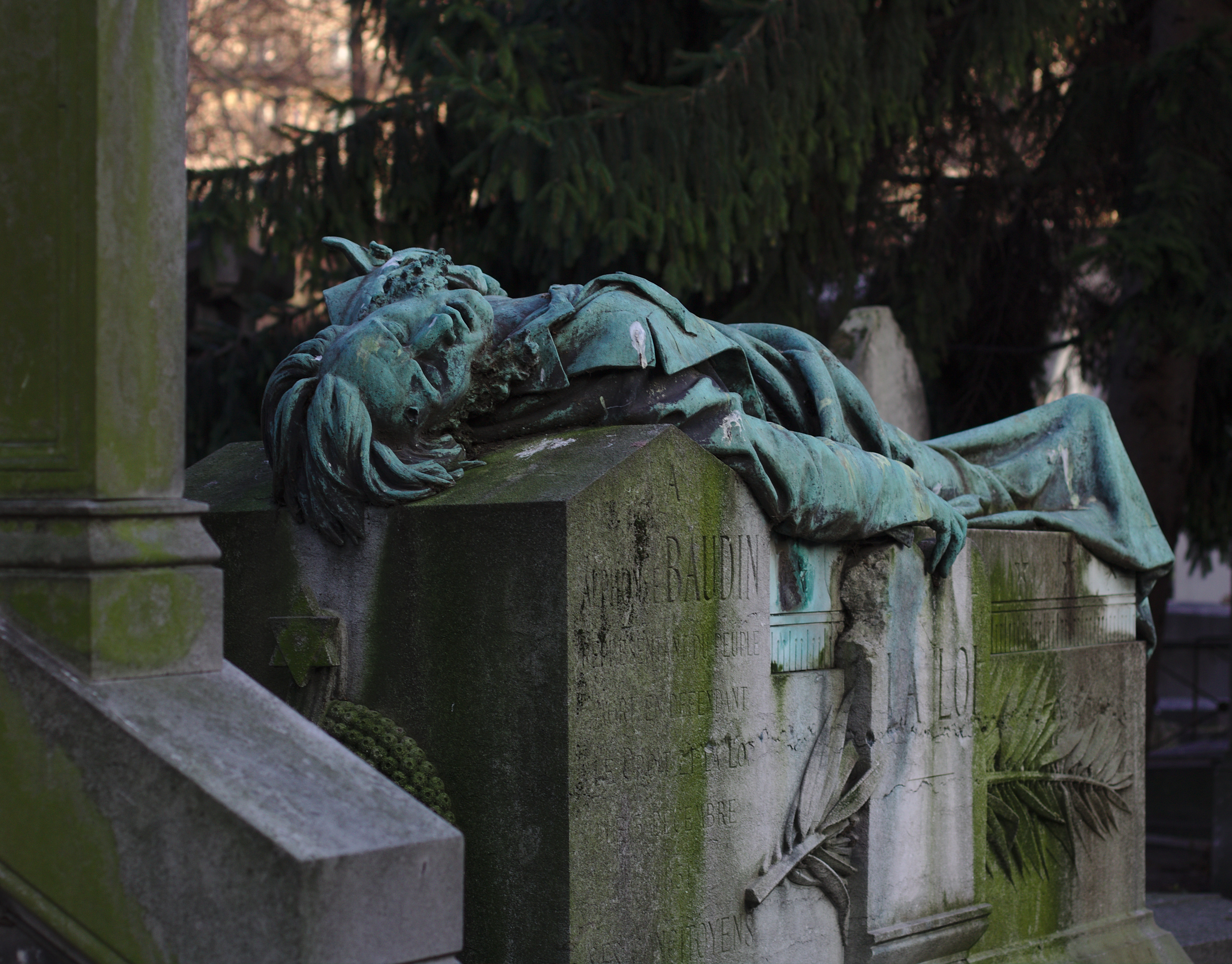
Aimé Millet, Gisant d'Alphonse Baudin (1872), Paris, cimetière de Montmartre,.

Baudin est enterré secrètement à Paris au cimetière de Montmartre (27e division), où sa tombe devient un lieu de rendez-vous des républicains. Le tombeau réalisé par le sculpteur Aimé Millet, inauguré en 1872, est orné d'un gisant représentant le député tout juste frappé d’une balle dans le front.

### Transfert au Panthéon
Son tombeau est devenu un cénotaphe, depuis le 4 août 1889, date du transfert de ses restes au Panthéon de Paris, pour les cérémonies du centenaire de la Révolution française. Il repose dans le même caveau que La Tour d'Auvergne, officier des armées de la Révolution française.